# Agreement on Net Financial Assets
Das Agreement on Net Financial Assets (ANFA) ist ein Abkommen zwischen der Europäischen Zentralbank und den nationalen Zentralbanken des Eurosystems über den Erwerb von Finanzanlagen.
Das ANFA dient dem Schutz der Geldpolitik. Es regelt bereits seit Beginn des Jahres 2003, in welchem Umfang die nationalen Zentralbanken Geschäfte auf eigene Rechnung im Rahmen ihrer nationalen Aufgaben tätigen dürfen. Es lässt den nationalen Zentralbanken Spielräume, über die geldpolitischen Erfordernisse hinaus Staatsanleihen oder andere Forderungen und Wertpapiere zu erwerben. Gestützt auf Art. 14.4 der Satzung des Europäischen Systems der Zentralbanken und der Europäischen Zentralbank erfolgen derartige Erwerbe in Eigenregie der nationalen Zentralbanken; die damit zusammenhängenden Gewinne oder Verluste werden nicht vergemeinschaftet.
Der Inhalt des Abkommens wurde zunächst geheim gehalten und war selbst in den Zentralbanken des Eurosystems nur wenigen Spitzenbeamten bekannt. Nach Ansicht von EZB-Präsident Mario Draghi sind Staatsanleihenkäufe im Rahmen der ANFA-Vereinbarung allein Angelegenheiten der nationalen Zentralbanken, die darüber unabhängig entscheiden. Die Gründe für derartige Käufe seien für die EZB oft sehr schwer zu verstehen („often … very hard to understand“).
Nachdem der Doktorand Daniel Hoffmann und die WELT enorme Summen derartiger Erwerbe aufgedeckt hatten, veröffentlichte die EZB am 5. Februar 2016 das Abkommen und einen Fragen-Antwort-Katalog. Gemäß der detaillierten Darstellung der EZB werden im Rahmen von ANFA Finanzanlagen erworben, die weder geldpolitischen Zwecken dienen, noch als Gegenposten zu Eigenkapital und Pensionsrückstellungen erforderlich sind. Der Ökonom Hans-Werner Sinn bemängelt hieran, „dass man sich im eigenen Keller Geld drucken kann, das in anderen Ländern als gesetzliches Zahlungsmittel anerkannt ist“.
Durch ANFA-Operationen sollen die Zentralbanken Frankreichs, Italiens und anderer Mitgliedstaaten Staatsanleihen im Umfang von mehreren Hundert Milliarden Euro erworben haben, über die weder diese Zentralbanken noch die EZB Rechenschaft ablegen. Nach Ansicht der EZB sind die ANFA-Geschäfte zwar nicht geldpolitisch motiviert, könnten aber vom EZB-Rat mit Zweidrittelmehrheit untersagt werden. Ein allgemeines Verbot nationaler Geldschöpfung erfordere indes gesetzliche Änderungen. Yves Mersch, Mitglied des EZB-Direktoriums, räumte auf Nachfrage ein, Irland habe das ANFA in der Vergangenheit gebrochen.